# La Celle (Cher)
Celle – miejscowość i gmina we Francji, w Regionie Centralnym, w departamencie Cher.
Według danych na rok 1990 gminę zamieszkiwało 291 osób, a gęstość zaludnienia wynosiła 23 osoby/km² (wśród 1842 gmin Regionu Centralnego Celle plasuje się na 850. miejscu pod względem liczby ludności, natomiast pod względem powierzchni na miejscu 1005.).